# Ramlibacter montanisoli
Ramlibacter montanisoli es una bacteria gramnegativa del género Ramlibacter. Fue descrita en el año 2022. Su etimología hace referencia a suelo de montaña. Es aerobia e inmóvil. Tiene un tamaño de 0,3-0,4 μm de ancho por 1,8-2,2 μm de largo. Forma colonias blancas, circulares, lisas y convexas en agar R2A tras 3 días de incubación. Catalasa positiva y oxidasa negativa. Temperatura de crecimiento entre 20-40 °C, óptima de 30 °C. Se ha aislado del suelo en Corea del Sur. 